# 頓涅茨克人民共和國足球代表隊
頓涅茨克人民共和國足球代表隊是代表頓涅茨克人民共和國的足球隊，該共和國為烏克蘭東部的一個有爭議的俄羅斯聯邦主體。該隊不隸屬於國際足協及歐洲足球協會，因此無法參加國際足協世界盃及歐洲國家盃。頓涅茨克人民共和國足球隊曾是獨立足球協會聯合會（CONIFA）的成員之一，但截至2022年11月，該隊目前不是CONIFA的成員。
該足球隊成立於2015年7月25日，首場比賽對手是阿布哈茲 。頓涅茨克人民共和國足球隊參加2018年CONIFA世界盃的資格賽，但未能晉級決賽。CONIFA總秘書薩沙·迪爾科普（Sascha Düerkop）表示，他不同意頓涅茨克人民共和國足球隊的政治立場——並將其與查戈斯人作比較——但這不是問題所在，他們有權參賽。CONIFA因支持“親俄分裂主義”而受到批評。頓涅茨克人民共和國足球隊曾計劃參加2019年CONIFA歐洲盃，但後來退出比賽。

## 國際賽成績
勝   和   負
| 2015年5月14日 友誼賽 | 阿布哈茲 | 1–0 | 頓涅茨克人民共和國 | 阿布哈茲自治共和國, 蘇呼米 |

| 2015年8月8日 友誼賽 | 頓涅茨克人民共和國 | 4–1 | 盧甘斯克人民共和國 | 頓涅茨克人民共和國, 頓涅茨克 |

| 2015年9月19日 友誼賽 | 盧甘斯克人民共和國 | 3–1 | 頓涅茨克人民共和國 | 盧甘斯克人民共和國, 卢甘斯克 |

| 2016年5月21日 友誼賽 | 阿布哈茲 | 0–0 | 頓涅茨克人民共和國 | 阿布哈茲自治共和國, 蘇呼米 |

| 2016年8月13日 友誼賽 | 頓涅茨克人民共和國 | 1–1 | 盧甘斯克人民共和國 | 頓涅茨克人民共和國, 頓涅茨克 |

| 2017年8月31日 友誼賽 | 頓涅茨克人民共和國 | 4–3 | 頓涅茨克人民共和國U-21 | 頓涅茨克人民共和國, 马克耶夫卡 |

| 2017年5月28日 友誼賽 | 阿布哈茲 | 1–2 | 頓涅茨克人民共和國 | 阿布哈茲自治共和國, 蘇呼米 |

| 2020年2月13日 友誼賽 | Kyzyltash Bakhchisaray | 1–0 | 頓涅茨克人民共和國 | 巴赫奇薩賴, 克里米亚 |

## 備註
1. ↑  頓涅茨克人民共和國於2014年在烏克蘭東部的頓涅茨克州由親俄武裝分子建立，當時正值頓巴斯戰爭期間。該有爭議的地區於2022年俄羅斯入侵烏克蘭期間被俄羅斯吞併。俄羅斯將頓涅茨克視為俄羅斯共和國，但不受烏克蘭及國際社會承認。

## 外部連結
- Official Donetsk Football Federation Official Facebook Page （页面存档备份，存于） （俄語）